# فيرنون دين
فيرنون دين (بالإنجليزية: Vernon Dean)‏ هو لاعب كرة قدم أمريكية أمريكي، ولد في 5 مايو 1959 في هيوستن في الولايات المتحدة.

## وصلات خارجية
- فيرنون دين على موقع مرجع كرة القدم المحترفة.كوم (الإنجليزية)